# Ryong Ryoo

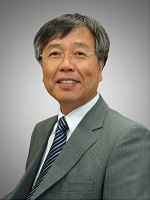
Ryong Ryoo

Ryong Ryoo (koreanisch 유룡; * 1955 in Hwaseong) ist ein südkoreanischer Chemiker, der sich mit Zeolithen und anderen nano- und mesoporösen Materialien und deren Anwendung als Katalysatoren befasst.
Ryoo studierte an der Seoul National University mit dem Bachelor-Abschluss 1977 und erhielt 1979 seinen Master-Abschluss am Korea Advanced Institute of Science and Technology (KAIST), wonach er drei Jahre am  Korean Atomic Energy Research Institute arbeitete. 1985 wurde er bei Michel Boudart an der Stanford University promoviert (Dissertation Platinum Clusters in Y-Zeolite – Studies by Physical and Chemical Probes), war als Post-Doktorand am Lawrence Berkeley National Laboratory bei Alexander Pines (Forschung zu NMR an Festkörpern) und forschte danach am KAIST, wo er 1986 Assistant Professor wurde, 1996 eine volle Professur erhielt und seit 2008 Distinguished Professor ist. Er ist Direktor des dortigen Center for Nanomaterials and Chemical Reactions.
Er forschte über nanoporöse und mesoporöse Materialien aus Kohlenstoff, Silikaten und auf anderer Basis und fand dafür neue Synthesemethoden (zum Beispiel für hierarchisch aufgebaute Zeolithe). Insbesondere fand er 2006 Zeolithe, die umweltfreundlichere Anwendungsmöglichkeiten in der Petrochemie bieten (zum Beispiel Umwandlung von Methanol zu synthetischem Benzin durch Erhitzung mit bestimmten Zeolithen).
Er gehört zu den Thomson Reuters Citation Laureates und erhielt 2005 den Top Scientist Award der südkoreanischen Regierung. 2001 erhielt er den KOSEF Science and Technology Award. 2010 erhielt er den Breck Award der International Zeolite Association und den Ho-Am-Preis.
2001 wurde er Mitglied der Korean Academy of Science and Technology. Er ist Fellow der Royal Society of Chemistry.

## Schriften
- Y. Sakamoto, Ryoo u. a.: Direct imaging of the pores and cages of three-dimensional mesoporous materials, Nature, Band 408, 2000, S. 449–453.
- S. H. Joo, Ryoo u. a.: Ordered nanoporous arrays of carbon supporting high dispersions of platinum nanoparticles, Nature, Band 412, 2001, S. 169–172.
- M. Choi, Ryoo u. a.: Ordered nanoporous polymer-carbon composites, Nature Materials, Band 2, 2003, S. 473–476
- M. Choi, Ryoo u. a.: Amphiphilic organosilane-directed synthesis of crystalline zeolite with tunable mesoporosity, Nature Materials, Band 5, 2006, S. 718–723.
- Choi Minkee, Na Kyungsu, Kim Jeongnam, Sakamoto Yasuhiro, Terasaki Osamu, Ryoo Ryong: Stable single-unit-cell nanosheets of zeolite MFI as active and long-lived catalysts, Nature, Band 461, 2009, S. 246
- Kyungsu Na, Minkee Choi, Woojin Park, Yasuhiro Sakamoto, Osamu Terasaki, Ryong Ryoo: Pillared MFI Zeolite Nanosheets of a Single-Unit-Cell Thickness, J. Am. Chem. Soc., Band 132, 2010, S. 4169
- Jeongnam Kim, Minkee Choi, Ryong Ryoo: Effect of mesoporosity against the deactivation of MFI zeolite catalyst during the methanol-to-hydrocarbon conversion process, J. Catal., Band 269, 2010, S. 219
- Kyungsu Na, Changbum Jo, Jeongnam Kim, Kanghee Cho, Jinhwan Jung, Yongbeom Seo, Robert J. Messinger, Bradley F. Chmelka, Ryong Ryoo: Directing Zeolite Structures into Hierarchically Nanoporous Architectures, Science, Band 333, 2011, S. 328
- Kanghee Cho, Kyungsu Na, Jaeheon Kim, Osamu Terasaki, Ryong Ryoo:Zeolite Synthesis Using Hierarchical Structure-Directing Surfactants: Retaining Porous Structure of Initial Synthesis Gel and Precursors, Chem. Mater., Band 24, 2012, S. 2733
- K. Kim, Ryoo u. a.: Lanthanum-catalysed synthesis of microporous 3D graphene-like carbons in a zeolite template, Nature, Band 535, 2016, S. 131–135